# Фасована вода

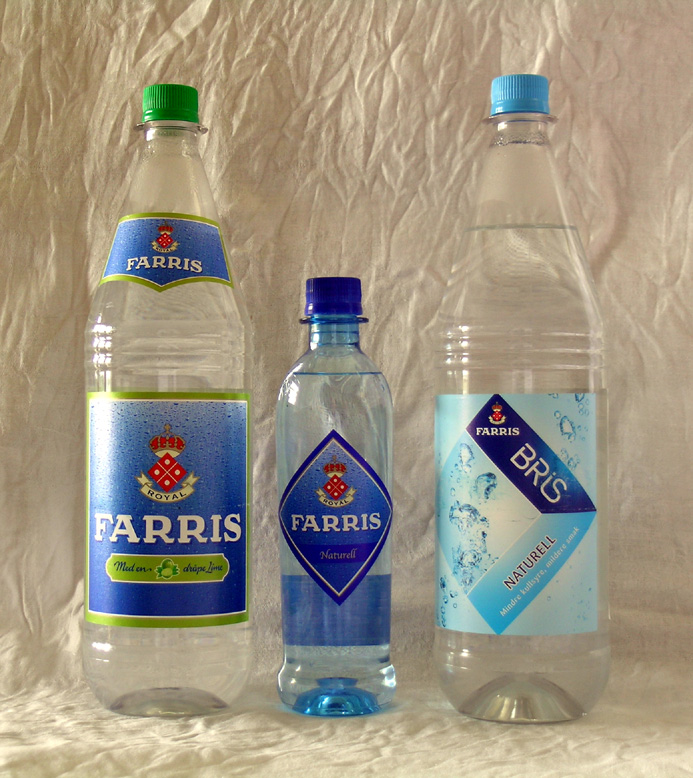
Бутильована мінеральна вода Farris (Норвегія)

Фасована вода́ — питна вода: колодязна, дистильована, джерельна, або мінеральна — упакована в пластикові або скляні пляшки (бутлі); може бути газованою («шипучою») або негазованою. Місткість тари — від невеликих (0,33 мл) порцій води, до великих 22-літрових бутлів для кулерів з водою.

## Фасована природна мінеральна вода, та фасована питна вода. Правові аспекти
→ Основна стаття: Мінеральні води
Існує велика різноманітність природних вод, які вважаються мінеральними, через що складно визначити, яка вода може насправді називатись «мінеральною». Термін «мінеральні води» з'явився у літературі на початку XVI сторіччя. У 1911 році в м. Наугейме (Німеччина) на нараді бальнеологів було вирішено вважати мінеральною таку воду, у якій вміст твердих розчинених речовин становить більше ніж 1 г/дм3, або в якій містяться вуглекислий газ та інші цінні інгредієнти, або яка має температуру вище за 20°С. Цей критерій загальної мінералізації (1 г/дм3) для мінеральних вод не мав наукового обґрунтування і був встановлений довільно, однак на практиці він застосовується багатьма країнами і сьогодні.

### В Україні
В Україні стандарти якості на мінеральну воду не відповідають європейським стандартам.
Декількома нормативними документами, які діють в Україні, визначаються стандарти на природну мінеральну воду та умови зберігання, оброблення та використання мінеральних вод. Такими стандартами на мінеральну воду є:
— ДСТУ 878-93 «Води мінеральні питні. Технічні умови» 

та 
 — ДСТУ 42.10-02-96 «Води мінеральні лікувальні. Технічні умови».
За ДСТУ 878-93 до мінеральних вод відносяться питні підземні природні води, до складу яких входять різні біологічно активні хімічні компоненти, насичені двоокисом вуглецю, розлиті в пляшки. Загальна мінералізація і вміст специфічних біологічно активних компонентів є головним критерієм віднесення води за цим документом до категорії мінеральної.
За показником мінералізації в загальній практиці відбувається визначення вмісту специфічних біологічно активних складових, і відрізняється мінеральна вода від звичайної питної. Загальноприйнятим є показник мінералізації в 1 г/л, що є доволі умовною межею для розподілу питних і мінеральних вод, оскільки вживання води з мінералізацією менш як 1 г/л не означає, що вона не може бути лікувальною.
Таким чином в Україні визнають воду мінеральною, або до мінеральних вод відносять всі води, мінералізація (сума основних компонентів) яких перевищує 1 г/л, за умови доведення/встановлення їх лікувальної дії/лікувальних властивостей. Застосувавши загальноприйняту схему розподілу питних і мінеральних вод, переходять безпосередньо до основної ознаки мінеральних вод — наявності ефектів, відмінних від дії питної води. Такі ефекти залежать від специфіки її складу. Інакше це є не мінеральною (тобто лікувальною), а просто «мінералізованою» водою.

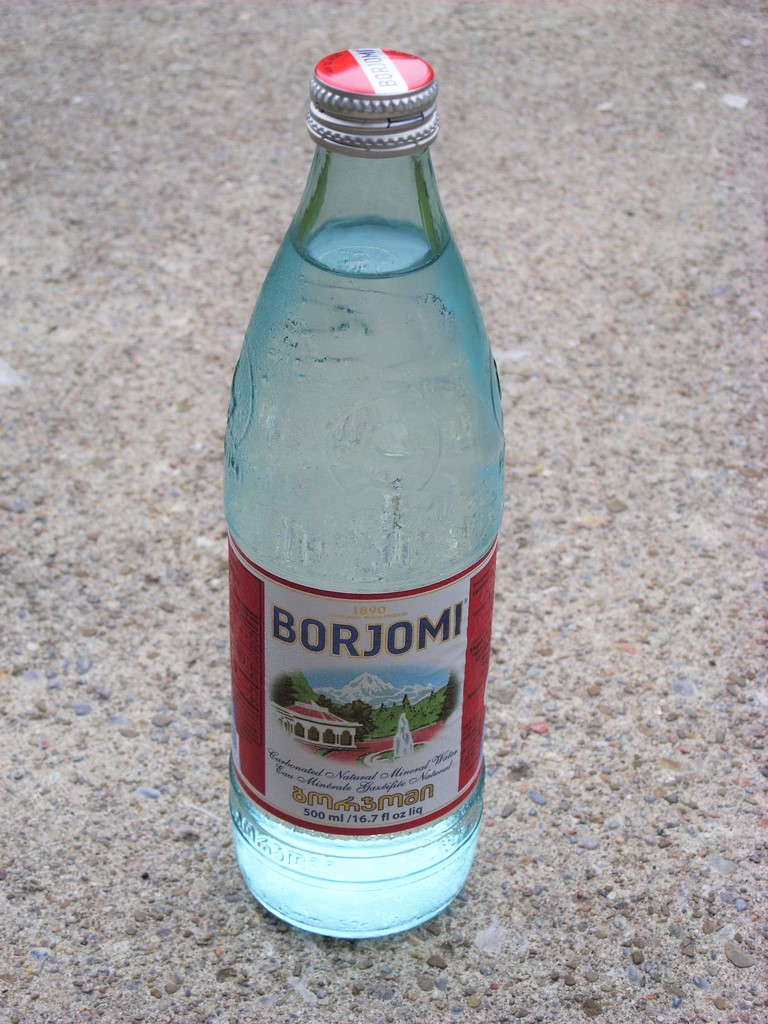
Пляшка «Borjomi»

Віднесення природних вод до класу мінеральних на основі лише одного критерію є недостатнім і нормативно необґрунтованим, оскільки при цьому не враховано умови експлуатації самого джерела мінеральної води, вимоги щодо зберігання, пакування мінеральної води. У зв'язку з цим, а також для врахування прийнятих в європейському товаристві правил, які діють у сфері використання і виробництва природної мінеральної води, призначеної для питних потреб, — в Україні було прийнято новий стандарт ДСТУ 878:2006 «Води мінеральні природні фасовані». В стандарті зверталась увага на специфічні властивості мінеральної води, що відрізняються від звичайної питної, враховувались два основні моменти, які відповідають європейським стандартам: заборона транспортування мінеральних вод джерела до лінії розливу (мінеральна вода повинна подаватися до лінії розливу тільки по трубопроводу), а також заборонялась будь-яка обробка, яка може спричинити зміну хімічних і мікробіологічних властивостей.
Оскільки більша частина українських підприємств-товаровиробників була не готова до такого кроку, бо мінеральна вода, призначена для продажу, розливалася на підприємствах, що знаходились на віддаленій території від місця забору мінеральної води, та технічні умови експлуатації джерела не відповідали встановленим вимогам — потрібно було поступово приймати дії щодо впровадження в життя викладених у новому державному стандарті вимог.
Відповідно до Державного стандарту на мінеральну питну воду за рівнем мінералізації мінеральні води поділяються на 3 групи:
- природні столові (питні підземні) води з мінералізацією менш як 1,0 г/дм3, що застосовуються як столовий освіжний напій і які за висновком Українського НДІ медичної реабілітації і курортології Міністерства охорони здоров'я України при відповідному їх додатковому обробленні дозволяється розливати в пляшки;
- лікувально-столові (питні підземні) води з мінералізаціею від 1,0 до 8,0 г/дм3 усіх хімічних груп і від 1,0 до 15,0 г/дм3 груп гідрокабонатно-натрієві, гідрокарбонатно-хлоридні, хлоридно-гідрокарбонатні натрієві чи, при меншій мінералізації, які вмішують біологічно активні мікроелементи і сполуки в кількості не нижчій від бальнеологічних норм, прийнятих для питних мінеральних вод, що застосовуються для лікування відповідно до призначення лікаря і несистематично як столові напої (у розлитому чи нерозлитому в пляшки виді);
- лікувально-столові (змішаного складу) мінеральні води, одержані шляхом змішування у визначеному співвідношенні природних вод різної мінералізації, що застосовуються як лікувальні, відповідно до призначення лікаря, і несистематично як столові напої (у розлитому чи нерозлитому в пляшки виді).

Чинна класифікація мінеральних вод є застарілою, та не відповідає європейським стандартам на природні мінеральні води. Столові мінеральні води за своїм призначенням близькі до звичайної питної води, і відрізняються лише особливостями хімічного складу, певними лікувальними властивостями, що позитивно впливають на організм людини, — тому вони можуть використовуватися без застережень як столовий напій. Завдяки підвищеному вмісту хімічних елементів мінеральна вода має кориснішу дію у порівнянні зі звичайною водою.
Поряд зі столовими мінеральними водами вживаються поняття «лікувально-столові води» і «лікувальні мінеральні води»:
— до «лікувально-столових вод» відносяться води з мінералізацією від 2 до 8 г/дм3, і ними, переважно, є такі мінеральні води, які добуваються із природних мінеральних джерел, що містять підвищений вміст активних мікроелементів. Такі води можуть використовуватися як столова питна вода для щоденного вживання, так і для лікувально-профілактичних цілей.
— до «лікувальних мінеральних вод» відносяться води, які мають високий ступінь мінералізації понад 8 г/дм3 або з підвищеним вмістом певних активних мікроелементів — натрієм, миш'яком чи бором. Вони використовуються виключно з лікувальною метою, і необхідно вживати такі води виключно за призначенням лікаря.
За кордоном лікувальні мінеральні води не призначені для широкого продажу, вони можуть продаватися лише в аптеках як лікарський засіб і використовуються в лікувальній практиці.
Єдиним нормативним документом в Україні, який покликаний регламентувати якість фасованих мінеральних вод, є проєкт ДСТУ 878:2006 «Води мінеральні природні фасовані. Технічні умови», який подає визначення видів фасованих мінеральних вод, встановлює вимоги щодо показників безпечності мінеральних вод, вимоги щодо маркування, пакування та умов транспортування і зберігання. 

Відповідно до цього стандарту в залежності від загальної мінералізації фасовані мінеральні води поділяються на такі види:
- природні столові;
- розведені столові;
- природні лікувально-столові;
- розведені лікувально-столові та природні лікувальні.

Наведена класифікація підтверджує, що для продажу доступні усі види мінеральних вод, які добуваються із джерела і не потребують додаткового очищення — мінеральні природні та мінеральні лікувальні води. Фасовані мінеральні води за якістю повинні відповідати вимогам цього стандарту та фасуватися згідно з технічними нормами підприємства-виробника у кожному конкретному випадку з дотриманням відповідних санітарних норм і правил. 

Для пакування фасованих мінеральних вод стандарт встановлює два види тар: скло і поліетилентерефталат (ПЕТ). Через те, що ПЕТ є газопроникним і має здатність абсорбувати різні хімічні домішки, його використання для фасованих мінеральних вод в країнах ЕС є обмеженим.
3 метою приведення українських стандартів на мінеральні води у відповідність до європейських стандартів, необхідно переглянути класифікацію мінеральних вод на «столові», «лікувально-столові» та «лікувальні мінеральні води»; в поняття «природна мінеральна вода» повинні входити усі характеристики, які відрізняють природну мінеральну воду від лікувальної; запровадити контроль за добуванням і виробництвом мінеральної лікувальної води; розв'язати питання щодо виробництва та продажу фасованих мінеральних вод; переглянути чинні вимоги до якості фасованих мінеральних вод відповідно до їх призначення.

### Європейський союз

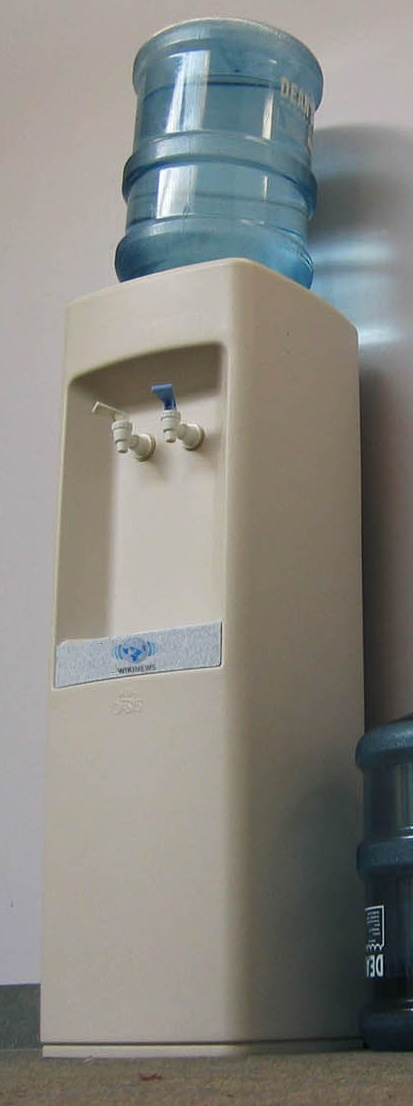
Офісний кулер води з багаторазовою 19 л бутлею

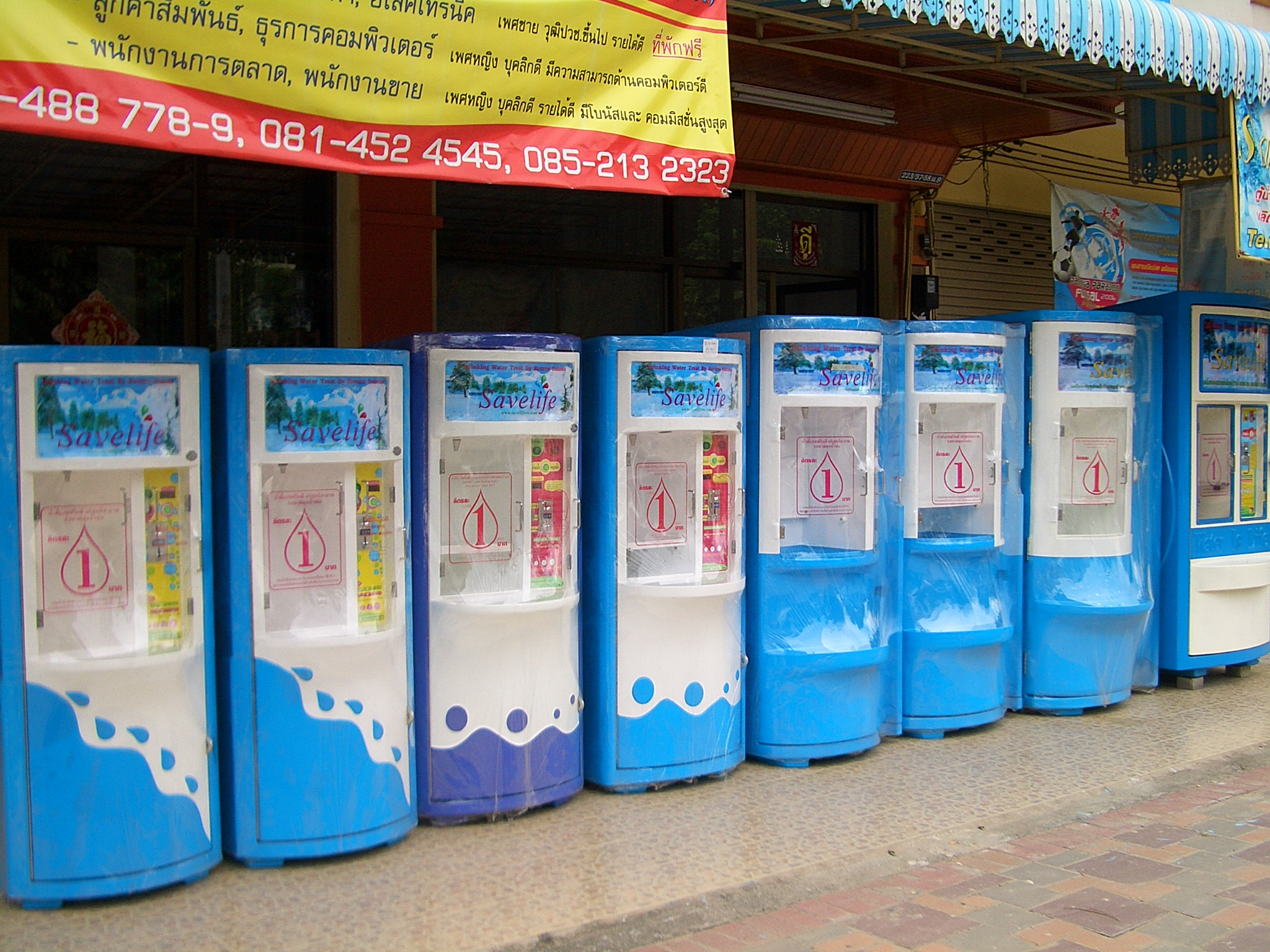
Торговий автомат з продажу фасованої води в Паттаї, Таїланд. Клієнти приносять свої контейнери

Європейська законодавча практика не передбачає використання поняття «столова мінеральна вода», а замість цього використовується термін «природна мінеральна вода», який використовується до усіх мінеральних вод, що добуваються безпосередньо із природного джерела.
Відповідно до європейських директив, мінеральною вважається вода, як мінерал, тобто вода, отримана з глибин і володіє певними якостями і постійними показниками. Таку воду не можна транспортувати, фасувати чи консервувати. В ряді директив прийнятих в Європейському Союзі, які спрямовано на вдосконалення стандартів на мінеральну воду, запропоновано рекомендації стосовно використання природної мінеральної води, яка належить до фасованої, а також сформульовано основні вимоги щодо виробництва природних мінеральних вод.

#### Директива 80/777/ЄЕС
В Директиві 80/777/ЄЕС від 15 липня 1980 р. про зближення законів держав-членів стосовно використання і збуту природних мінеральних вод наведено таке визначення мінеральної води:
це мікробіологічна безпечна вода, добута з-під землі або яка з'являється у одному чи більше місці шляхом витікання природних чи пробурених джерел.
Така вода відрізняється від звичайної питної своїм складом та початковим станом. Повинні бути оцінені такі характеристики води: геологічна і гідрологічна, фізична, хімічна і фізико-хімічна, мікробіологічна, якщо необхідно, то фармакологічна, фізіологічна і клінічна.
Наведена директива не застосовується:
− до вод, які є медичними продуктами (підпадають під дію Директиви 65/65/ЄЕС); 

− до природних мінеральних вод, які використовуються як джерело у лікувальних цілях в термальних і гідромінеральних водолікувальницях.

#### Директива 2009/54/ЄС
Вимоги до використання, зберігання, і збуту, а також усунення розбіжностей в законодавстві країн-членів в питаннях організації виробництва, торгівлі і маркування природних мінеральних вод доповнені в Директиві 2009/54/ЄС від 18 червня 2009 р.
Відповідно до цієї Директиви мінеральні води поділяються на три видові категорії:
- «природна газована натуральна мінеральна вода» — вода, яка насичена діоксидом карбону, вміст якого після розливу чи пакування такий же самий як у джерелі з урахуванням виділення певної частини діоксиду карбону з того ж самого джерела чи в процесі відповідної обробки.
- «природна мінеральна вода, збагачена газом з джерела» — вода, вміст діоксиду карбону в якій після можливої обробки чи після пакування більший ніж у місці виходу води із джерела.
- «газована природна мінеральна вода» — вода, до якої було додано діоксид вуглецю іншого походження ніж у джерелі, з якого походить.

Відповідно, торгова назва природних мінеральних вод повинна бути «натуральна мінеральна вода» або у разі газованої «природна газована натуральна мінеральна вода», «натуральна мінеральна вода, насичена газом з джерела» або «газована натуральна мінеральна вода'».
Директивою встановлено чіткі вимоги стосовно інформації, яка повинна бути зображена на етикетці: хімічний склад, місце експлуатації джерела та його назву, інформація про будь-яке дозволене оброблення. В назві чи торговій марці може бути вказана місцевість лише за умови, якщо вона дійсно відповідає місцю експлуатації джерела мінеральної води. Поширення на ринку мінеральної води з одного і того ж джерела під різними назвами забороняється.
Основні вимоги щодо устаткування призначеного для експлуатації джерела мінеральної води наступні:
- а) Джерело або місце його виходу повинно бути надійно захищено від будь-яких ризиків забруднення;
- б) Водозабір, труби та резервуари повинні бути виготовлені з матеріалу, призначеного для води, і побудовані таким чином, щоб запобігти будь-яким хімічним, фізико-хімічним та мікробіологічним її змінам;
- в) Умови експлуатації обладнання мають відповідати гігієнічним вимогам, контейнери повинні бути захищені або виготовлені таким чином, щоб не допустити несприятливої дії на мікробіологічні та хімічні властивості природної мінеральної води.

Щоб зберегти природні мінеральні води у тому стані, в якому вони є в джерелі, їх не можна у жодний спосіб обробляти. Можна лише:
− відокремити нерозчинні елементи (сполуки заліза, сірки) методом фільтрації, декантування; 

− відокремити сполуки заліза, марганцю, сірки, арсенію з деяких природних мінеральних вод методом оброблення повітрям, збагаченим азотом; 

− відокремити небажані складові, крім вказаних раніше.
У стандарті наявні вимоги щодо мікробіологічної чистоти.
Назва обробленої води має містити визначення «повністю дегазована» або «частково дегазована».
У Директиві подано чіткі вимоги щодо інформації на етикетці, зокрема, на ній повинна бути інформація про: хімічний склад, місце експлуатації джерела і назву джерела, інформація про будь-яке (дозволене) оброблення. В назві чи торговій марці може бути вказана місцевість лише за умови, що вода там і добувається. Поширення на ринку води з одного джерела з різними назвами і описами заборонено.
Вода джерела має відповідати вимогам Директиви 98/83/ЕС щодо якості води, призначеної для споживання людиною.

#### Директива 98/83/ЄС
Директива 98/83/ЄС від 3 листопада 1998 року про якість води, призначеної для споживання людиною (прийнята замість Директиви Ради 80/778/ЄЕС). Метою Директиви є захист людського здоров'я від шкідливого впливу будь-якого забруднення води, призначеної для споживання людиною, через забезпечення її безпечності і чистоти.
«Вода призначена для споживання людиною», це:
− вода як у природному стані, так і після обробки, призначена для пиття, приготування їжі або інших побутових цілей, незалежно від її походження та того, чи постачається вона з розподільної мережі, цистерни, у пляшках чи контейнерах; 

− вода, що використовується на будь-якому підприємстві харчової промисловості для виробництва, оброблення, зберігання або торгівлі продуктами або речовинами, призначеними для споживання людиною, окрім випадків, коли компетентні державні органи вважають, що якість води не може вплинути на безпеку харчових продуктів у їхньому кінцевому вигляді.
Директива не застосовується до:
− природних мінеральних вод, що визнані такими відповідно до Директиви Ради 80/777/ЄЕС від 15 липня 1980 компетентними національними органами; 

− вод, які є медичними продуктами (підпадають під дію Директиви 65/65/ЄЕС).

### Міжнародні документи
Всесвітньою організацією охорони здоров'я разом з Продовольчою комісією ООН (ФАО), було розроблено стандарти серії Codex Alimentarius, які ґрунтуються на останніх розробках спеціалістів зі 165 країн. У цьому переліку Codex Alimentarius є стандарти на вимоги до мінеральної води і до фасованих питних вод. У 1985 р. ООН закликала всі країни підтримувати і по можливості приймати стандарти Codex Alimentarius як національні.

#### Загальний стандарт для фасованих/упакованих питних вод (CODEX STAN 227—2001)
Загальним стандартом для фасованих/упакованих питних вод (які відрізняються від мінеральних) є CODEX STAN 227—2001. Цей стандарт поширюється на фасовану воду, призначену і придатну для пиття, яка відрізняється від мінеральної (CODEX STAN 108—1981, Rev.1-1997)
Згідно з цим стандартом фасовані води, які відрізняються від природних мінеральних вод — це води, призначені для споживання людиною, які можуть містити природні або штучні мінеральні солі, вуглекислий газ природного походження або доданий; не повинні містити цукру, підсолоджувачів, ароматизаторів або інших харчових добавок.
Згідно з цим стандартом води бувають:
– встановленого місця походження. Це води, добуті з-під землі або взяті з поверхневих джерел, які відповідають таким вимогам стандарту:
- а) походять з джерела, яке не протікає крізь системи централізованого водопостачання;
- б) добуті з джерела з дотриманням заходів безпеки у санітарній зоні;
- в) мають незмінний склад хімічних елементів і таку саму, як у джерелі, оригінальну мікробіологічну чистоту, від моменту добування до розливу у пляшки;
- г) не обробляються жодним методом, крім дозволених цим стандартом (зменшення або повне видалення розчинених газів, і, як наслідок, зміна рН; насичення діоксидом вуглецю, і, як наслідок, зміна рН; зменшення або видалення нестійких компонентів за нормальних умов — температури і тиску; зниження або підвищення температури; мікробіологічне оброблення можливе лише для стабілізації мікробіологічної придатності для споживання людиною);

– оброблені води. Це води, які не відповідають вимогам до води встановленого місця походження, викладеним вище. Вони можуть походити з будь-якого типу джерела. Оброблені води можуть піддаватися будь-якому мікробіологічному очищенню і будь-яким обробкам, що змінюють оригінальні фізичні і хімічні характеристики з умовою, що внаслідок такого оброблення вода відповідатиме вимогам цього стандарту щодо хімічної, мікробіологічної і радіологічної безпеки для води, призначеної для розливання.
Хімічна і радіологічна якість фасованих вод мала б відповідати вимогам нової редакції «Guidelines for Drinking Water Quality» (рекомендації), оприлюдненої Всесвітньою організацією охорони здоров'я.
Додавання мінеральних солей має здійснюватись згідно із Загальним стандартом кодексу щодо харчових добавок (STAN 192—1995, Rev. 1-1997) і/або Кодексом загальних принципів використання харчових добавок (CAC/GL 9-1987).
Всі води, про які йдеться в цьому стандарті, мають добувати, транспортувати, зберігати, відповідно обробляти, фасувати згідно з рекомендованим міжнародним Кодексом практичних загальних засад гігієни харчових продуктів (CAC/RCP 1-1969, Rev.3-1997) і згідно зі Збірником гігієнічних правил для фасованих/упакованих питних вод (які відрізняються від мінеральних) (CAC/RCP 48-2001).
Маркування
Маркується вода згідно з вимогами Стандарту загального кодексу на маркування упакованих харчових продуктів (CODEX STAN 1-1985, Rev.1-1991). Крім того, на етикетці повинно бути зазначено: «природна карбонізована», «природна ігриста», «насичена діоксидом вуглецю», «карбонізована», «ігриста», «некарбонізована», «неігриста» або «тиха».
На видній частині етикетки має бути вказана загальна концентрація розчинених речовин, а для води визначеного місця походження — хімічні компоненти (не обов'язково на видній частині). Етикетка не може містити жодних фраз про профілактичний, лікувальний, знеболювальний чи цілющий ефект, крім випадків, коли це є правдою. Назва місцевості не може бути частиною назви води або торгової марки, крім води визначеного місця походження. Заборонено використовувати будь-яку інформацію, яка б вводила в оману споживача.
Оброблена вода з централізованої системи водопостачання, яку фасували, але ніяк не обробляли, на етикетці має містити позначення «З централізованої системи водопостачання».
Аналіз і відбір проб
Методи аналізу і відбору проб подані у томі 13 Codex Alimentarius.

#### Загальний стандарт на природні мінеральні води (CODEX STAN 108—1981, Rev.1-1997)
До всіх фасованих природних мінеральних вод, призначених для продажу як харчовий продукт, застосовується міжнародний Стандарт Кодексу для природної мінеральної води (CODEX STAN 108—1981, Rev.1-1997). Він не застосовується до природних мінеральних вод, які продаються чи використовуються для інших цілей.
В цьому документі подано характеристики, за якими природна мінеральна вода відрізняється від звичайної питної:
- а) природна мінеральна вода характеризується вмістом певних мінеральних солей у визначених відносних пропорціях з наявністю слідів елементів чи інших складових;
- б) її отримують безпосередньо з природних джерел або з пробурених свердловин із водоносних шарів. Треба вжити заходів для запобігання забрудненню або зовнішньому впливу на хімічні й фізичні властивості води;
- в) умови видобування води повинні забезпечувати вихідну мікробіологічну чистоту (мікробіологічні характеристики, вказані у стандарті) і стабільний хімічний склад особливих компонентів;
- г) розливання води має відбуватися недалеко біля джерела з дотриманням правил гігієни;
- д) не дозволяється жодного оброблення, крім відокремлення нестабільних складових за допомогою декантації чи фільтрації. Дозволяється проводити оброблення в умовах, які не впливають на склад води. Забороняється перевозити воду у великих контейнерах для розливання чи з іншою метою до її розливу.

Згідно з цим документом мають бути вказані гранично допустимі концентрації деяких речовин, які у великих кількостях негативно позначаються на здоров'ї людини.
Виробництво упакованої природної мінеральної води має відбуватись згідно з рекомендованим міжнародним Кодексом практичних загальних засад гігієни харчових продуктів (CAC/RCP 1-1969, Rev.3-1997) та Рекомендованим міжнародним гігієнічним кодексом зі збору, обробки і маркетингу природних мінеральних вод (CAC/RCP 33-1985).
На доповнення до вимог Стандарту загального кодексу на маркування упакованих харчових продуктів (CODEX STAN 1-1985, Rev.1-1991) застосовуються такі положення:
- назва продукту повинна бути «природна мінеральна вода»;
- мають використовуватись такі терміни, які можуть поєднуватись з описовими термінами (наприклад, тиха чи газована), «натуральна газована природна мінеральна вода», «негазована природна мінеральна вода», «дегазована природна мінеральна вода», «природна мінеральна вода, насичена вуглекислим газом з джерела», «газована природна мінеральна вода»;
- повинно бути вказано географічне місце джерела і його назва;
- повинен бути вказаний аналітичний склад продукту;
- якщо продукт містить більше ніж 1 мг/л фториду, то на етикетці у добре помітному місці треба вказати «містить фторид», а якщо більше ніж 2 мг/л- «не призначений для немовлят та дітей віком до 7 років»;
- якщо відокремлювали нестабільні складові, то результат слід зобразити на етикетці;
- заборонено на етикетку наносити фрази про «профілактичний», «лікувальний», «знеболювальний» чи «цілющий ефект», крім випадків, коли це є правдою. В назву також не може входити назва місцевості, населеного пункту, крім випадків, коли мінеральна вода добувається у місці, що визначається торговою назвою.

#### ICBWA Model Code
Кодекс зразкового виробництва Міжнародної ради асоціацій виробників фасованих вод (ICBWA Model Code) — є обов'язковим тільки для виробників фасованих вод, які є членами громадських асоціацій, і відбиває передові сучасні методи організації виробництва питної фасованої води. Метою розроблення стала консолідація вимог, виконання яких необхідне для реалізації розробленої Всесвітньою організацією охорони здоров'я концепції «управління ризиками у виробництві води»: для адекватного захисту водного джерела, дотримання стандартів ідентичності, гігієни та якості фасованої питної води.
В основі Кодексу зразкового виробництва — вимоги комісії Codex Alimentarius, національні вимоги до якості питної води і стандарти виробництва фасованої води — НАССР, GMP.
Визначення фасованої води за Кодексом:
 це вода у герметично закритій тарі (різної місткості і форми), яка безпечна та придатна для безпосереднього споживання людиною і не потребує очищення.

### Фасована вода в США
Частина 165 розділу «Напої», секція 165.110 Фасовані води. Стандарти Адміністрації з харчових продуктів і ліків США (FDA).
У документі подається таке визначення поняття фасована вода:
 це вода, яка призначена для споживання людиною і яка міститься у герметично закоркованій пляшці чи іншій тарі і не містить жодних доданих інгредієнтів, крім необхідних дезінфікувальних речовин.
В документі вказано вимоги щодо інформації на етикетці, мікробіологічної чистоти, прозорості, кольору, запаху, хімічної чистоти (вказані органічні, неорганічні речовини та сполуки антропогенного походження, побічних продуктів дезінфекції та їхні допустимі концентрації), радіаційних показників якості; вказані методи, за допомогою яких визначається кількість цих речовин. Описання методик подано у книзі Американської асоціації охорони здоров'я «Standards methods for the examination of water and wastewater», яка вже витримала 20 видань (методики аналізу якості води, опубліковані в цій книзі, широко використовують у всьому світі), а також у збірнику «Methods for chemical analysis of water and wastes» лабораторії моніторингу навколишнього середовища Агентства з охорони довкілля (EPA). В документі значна увага приділяється фторуванню води: вказані концентрації фториду для води, яка імпортується; а вода, в яку спеціально додавали фторид, має містити його у кількостях, які встановлюються залежно від температури.

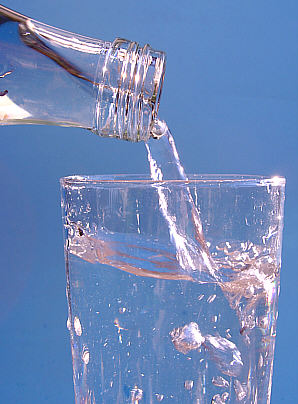
Фасована мінеральна вода

#### Типи фасованих вод (США)
- Артезіанська вода (англ. artesian water або англ. artesian well water) — підземна вода під тиском, оточена водоносними шарами гірських порід, між водонепроникними шарами порід.
- Мінеральна вода (англ. mineral water) — вода, яка містить не менше за 250 ppm загальної кількості розчинених у воді твердих речовин, походить з джерела, геологічно і фізично захищеного.
- Очищена вода (англ. purified water) — дистильована вода, знесолена вода, вода, очищена зворотним осмосом
- Ґрунтова вода (англ. ground water) — підземна вода під тиском, що дорівнює або більший від атмосферного і на не неї не мають прямого впливу поверхневі води.
- Джерельна вода (англ. spring water) — вода, яка вільно витікає з-під землі на поверхню. Якщо пробурили свердловину, але вода далі витікає на поверхню самостійно, то така вода теж належить до цього типу.
- Ігриста вода (англ. sparkling water) — вода, яка після оброблення містить практично ту саму кількість діоксиду вуглецю, як при витіканні з джерела.
- Стерильна вода (англ. sterilized water) — стерильна вода, яка відповідає вимогам щодо стерильності.
- англ. Well water — вода, добута із свердловини.

## Продажі у світі
США є найбільшим споживачем фасованої води у світі, а за нею слідують Мексика, Китай і Бразилія. У 2008 році американські продажі фасованої води перевищили 33 млн м3, що становить невелике зниження від рівня 2007 року
Глобальні продажі води в пляшках різко зросли за останні кілька десятиліть, досягнувши оцінки близько $ 60 млрд і обсягом понад 115 млн кубічних метрів в 2006 році.
Загальний рівень споживання зріс більш ніж в чотири рази між 1990 і 2005 рр..
За деякими оцінками, близько 50 млрд пляшок води споживається в рік в США і близько 200 млрд пляшок у всьому світі.

### Споживання фасованої води в Європі
| Середньорічне споживання фасованої води в літрах на людину в 2003 | Середньорічне споживання фасованої води в літрах на людину в 2003 |
| Країна                                                            | 2003 в л/людину                                                   |
| ----------------------------------------------------------------- | ----------------------------------------------------------------- |
| Італія                                                            | 208                                                               |
| Франція                                                           | 200                                                               |
| Бельгія                                                           | 145                                                               |
| Іспанія                                                           | 126                                                               |
| Німеччина                                                         | 129,1                                                             |
| Швейцарія                                                         | 110                                                               |
| Португалія                                                        | 92                                                                |
| Греція                                                            | 57                                                                |
| Угорщина                                                          | 55                                                                |
| Польща                                                            | 41                                                                |
| Велика Британія                                                   | 34                                                                |
| Росія                                                             | 10                                                                |